# Johnny Young
Johnny Young (Rotterdam, 1947. március 12. vagy 1945. március 12. –) holland-ausztrál énekes, zeneszerző, producer, disc jockey.

## Pályafutása
Johnny Young családja az 1950-es évek elején Hollandiából az ausztráliai Perthbe költözött.
Young az 1960-as években lett ismert énekes első befutott slágerével (Step Back, 1966). Ezután számos sikeres slágert írt. 1971 és 1988 között a televízióban népszerű volt a Young Talent Time című műsora, amiből popsztárok kerültek ki. 2010-ben bekerült az  Ausztrál Lemezipar Szövetségébe (Australian Recording Industry Association).

## Lemezek
- 1966: Young Johnny
- 1966: Johnny Young's Golden LP
- 1967: It's a Wonderful World
- 1968: Surprises
- 1971: The Young Man and His Music
- 1973: A Musical Portrait
- 1975: The Best of Johnny Young

EP-k
- 1966: Let It Be Me
- 1966: Kiss Me Now
- 1967: All My Loving
- 1968: Craise Finton Kirk